# Feingerippte Haferkornschnecke
Die Feingerippte Haferkornschnecke (Chondrina arcadica) ist eine Art der Kornschnecken (Chondrinidae) aus der Unterordnung der Landlungenschnecken (Stylommatophora).

## Merkmale
Das rechtsgewundene, länglich-konische Gehäuse ist 5,5 bis 7,5 mm hoch und 2,5 mm breit. Es hat sieben Windungen, die an der Peripherie vergleichsweise stark und alle gleichmäßig gewölbt sind. Die Mündung ist elliptisch und innen hellbräunlich. Der dünne und zerbrechliche Mundsaum ist scharf und nur im Kolumellar- und dem oberen Palatalbereich leicht umgebogen, im Parietalbereich ist er unterbrochen. Die Bezahnung besteht aus einem starken, sehr weit vorne sitzenden angularen Zahn, einem schwächeren, tiefer in der Mündung sitzenden Parietalzahn, zwei Kolumellarfalten und gewöhnlich drei palatalen Zähnen. Allerdings sind meist nur zwei davon gut entwickelt, der dritte ist schwach oder fehlt ganz.
Das Gehäuse ist dunkelgrau bis dunkelrotbraun gefärbt, die Oberfläche glänzt nicht oder nur schwach. Die Ornamentierung besteht aus mehr oder weniger regelmäßigen, deutlichen Anwachsstreifen, die gelegentlich fein rippig verstärkt sind (Name!). 
Die Tiere sind Zwitter. Im Genitalapparat ist die Prostata sehr lang; sie ist im Grunde nur eine dünne Lage des Eisamenleiters (Spermovidukt). Der Samenleiter (Vas deferens) legt sich nahe der Mündung des Penis in das Atrium dicht dem Penis an, Penis und Samenleiter sind durch eine Gewebehülle umschlossen. Der Samenleiter verlässt das Gewebe nach kurzer Strecke und dringt in den Epiphallus ein. Dieser mit einer kleinen Einschnürung in den Penis über, der dann eine 180°-Schleife beschreibt. Es ist kein Blindsack vorhanden. Der Penisretaktormuskel setzt etwa in der Mitte des Penis an, deutlich vor der Penisschleife. Im weiblichen Trakt ist der freie Eileiter (Ovidukt) sehr kurz, die Vagina dagegen sehr lang. Die Spermathek ist ein langer Schlauch der sich dem Eisamenleiter anlegt. Das Reservoir (Blase) ist länglich-keulenförmig, ohne Divertikulum. Die Spermathek reicht nicht bis zur Albumindrüse.

## Ähnliche Arten
Das Gehäuse der Feingerippten Haferkornschnecke ähnelt dem der Westlichen Haferkornschnecke (Chondrina avenacea), ist aber ein wenig kleiner und mehr konisch geformt. Die sieben Umgänge sind im Vergleich gleichmäßiger gewölbt, und etwas regelmäßiger und gröber berippt. Die Roggenkornschnecke (Abida secale) besitzt eine größere Endwindung als die Feingerippte Haferkornschnecke. 

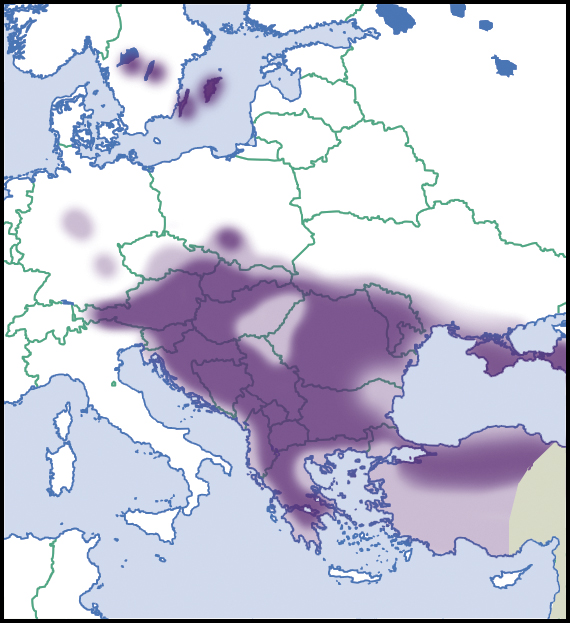
Verbreitungsgebiet der Feingerippten Kornschnecke in Europa und der Westtürkei (nach Welter-Schultes)

## Geographisches Vorkommen und Lebensraum
Das nahezu geschlossene Verbreitungsgebiet erstreckt sich von Tschechien, Slowakei, Österreich, der Südschweiz und Nordostitalien über Slowenien, Ungarn, Rumänien, den Balkan bis nach Griechenland und Kleinasien, im Norden von der Krim bis in den Kaukasus. Nördlich dieses Gebietes gibt es isolierte Vorkommen in Südostdeutschland, dem Südpolen, in Öland, Gotland und am Vänersee (Südschweden). In Deutschland ist die Art sehr selten und kommt nur an einigen Lokalitäten im Allgäu, in Franken und auf der östlichen Schwäbischen Alb vor. In Österreich steigt die Art bis auf 2400 m über Meereshöhe, in Bulgarien bis auf 1900 m.
Die Tiere leben meist auf trockenen, offenen Habitaten auf kalkigen, meist nach Süden exponierten Felsflächen und Felsschutt in Gebirgsregionen. Die Tiere ernähren sich von Flechten, die sie mit der Radula von der Oberfläche abweiden. Gelegentlich kommen die Westliche Haferkornschnecke (Chondrina avenacea) und die Feingerippte Haferkornschnecke sympatrisch vor.

## Lebensweise
Die Tiere sind meist sehr ortstreu und bewegen sich wenig, meist nur 7 bis 10 cm pro Tag. Nur sehr selten verlassen die Tiere ihr angestammtes Habitat. So beobachtete Walter Klemm in einem sehr warmen und trockenen Sommer (Sommer 1947) eine Population von Chondrina arcadica, die ihr angestammtes Habitat, eine Felswand, verließ und acht bis zehn Meter weiter an Buchenstämmen hoch gekrochen war. Nachdem es geregnet hatte, war die gesamte Population wieder auf ihr angestammtes Habitat zurück gekrochen.

## Taxonomie
Das Taxon wurde 1881 von Otto Reinhardt in der Form Torquilla avenacea var. arcadica aufgestellt. Die Art wurde aber lange unter dem jüngeren Synonym Chondrina clienta (Westerlund, 1883) beschrieben; heute nach Fauna Europaea und MolluscaBase eine Unterart von Chondrina arcadica.
Die Fauna Europaea und MolluscaBase unterteilen die Art in fünf Unterarten:
- Chondrina arcadica subsp. abundans (Westerlund, 1894)
- Chondrina arcadica subsp. bulgarica H. Nordsieck, 1970
- Chondrina arcadica subsp. caucasica Ehrmann, 1931, Kaukasus, Krim[5]
- Chondrina arcadica subsp. clienta (Westerlund, 1883)
- Chondrina arcadica subsp. arcadica (Reinhardt, 1881)

Diese Unterarteinteilung wird allerdings von Welter-Schultes nicht unterstützt.

## Gefährdung
Über die Bestandssituation liegen keine Angaben vor. In Deutschland wird sie als Extrem selten eingestuft.